# Історія Дунаївців
Дунаївці — місто в Україні, центр Дунаєвецького району Хмельницької області. Місто розташоване на річці Тернава. Офіційною датою заснування міста прийнято вважати 1403 рік. Магдебурзьке право та нову назву — Дунайгород (пол. Dunajgród) — Дунаївці отримали 1592 року. Місто, незважаючи на невеликі розміри, має багату та цікаву історію, яка до сьогодні ще не вивчена в повному обсязі.

## Давні часи
В околицях міста були знайдені залишки поселення трипільської культури, яку дають підставу вважати, що територія сучасного міста була заселена ще в ІІІ тисячолітті до н. е.

## XV—XVI століття
Перша згадка про Дунаївці — з 1403 року в реєстрі димів; село, що складалось з трьох частин, мало 72 дими. Спершу Дунаївці належали Великому князівству Литовському, а згодом Речі Посполитій. В 1577 році Дунаївці перейшли у власність Ельжбети (Єлизавети) Лянцкоронської з роду польських магнатів Гербуртів — доньки сяноцького каштеляна, барського старости Яна Гербурта, дружини галицького каштеляна, скальського старости Станіслава Лянцкоронського (з роду Лянцкоронських, помер у липні (перед липнем) 1592 року.

За проханням Ельжбети у 1592 році король Сигізмунд ІІІ Ваза надав Дунаївцям статус міста, магдебурзьке право і назвав його Дунайгородом: 
|  | Позаяк земля подільська постійними нападами татар та інших ворогів плюндрується, внаслідок чого вкривається пустками, дозволяю Є. Лянцкоронській, вдові каштеляна галицького, свій маєток — село Дунаївці — перелаштувати на місто, що відтепер має називатись Дунайгородом, у якому б жителі мали постійний захист та охорону |

За цим наказом король дозволив базари щочетверга і ярмарки в день Св. Іоана Хрестителя і в день Всіх Святих. Ймовірно, у цей період був побудований замок.
1597 року Е. Лянцкоронська знову вийшла заміж, подарувала свої володіння королівському ротмістрові Міхалу Станіславському, родина якого була більше, ніж півстоліття, власниками Дунаївців.

## XVII століття
Незабаром татари зруйнували місто, але в 1605 році Сигізмунд ІІІ підтвердив магдебурзьке право, дозволив заснувати цехи і проводити ще одну третю ярмарку на рік у день Св. Станіслава, а базари в понеділок.
У місто почало активно розвиватися ремесло та торгівля, населення почало збільшуватися і в 1629 році в містечку було близько 3 тисяч мешканців та 630 садиб. Однак під час повстання 1648 — 1654 років під керівництвом Богдана Хмельницького майже всі жителі Дунаївців загинули.
Коронний Трибунал Речі Посполитої 1660 року покарав дідича — Міхала-Єжи Станіславського — інфамією; маєтки, у тому числі ключ Дунаївці, конфісковані в нього раніше, король переказав його швагру — белзькому воєводі Кшиштофу Конєцпольському (по його смерті тримала сестра М. Є. Станіславського Констанція).
Друга половина 17 століття теж не сприяли розвитку містечка. Наприкінці 17 століття в (1672–1699) місто знаходилося на території Османської імперії, але ще до турецького панування часті набіги татар призвели до того, що за 15 років було зібрано урожай лише 6 разів.

## Від початку XVIII століття до Першої світової війни

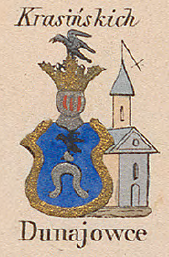
Дунаївці на мапі Зигмунда Герстмана

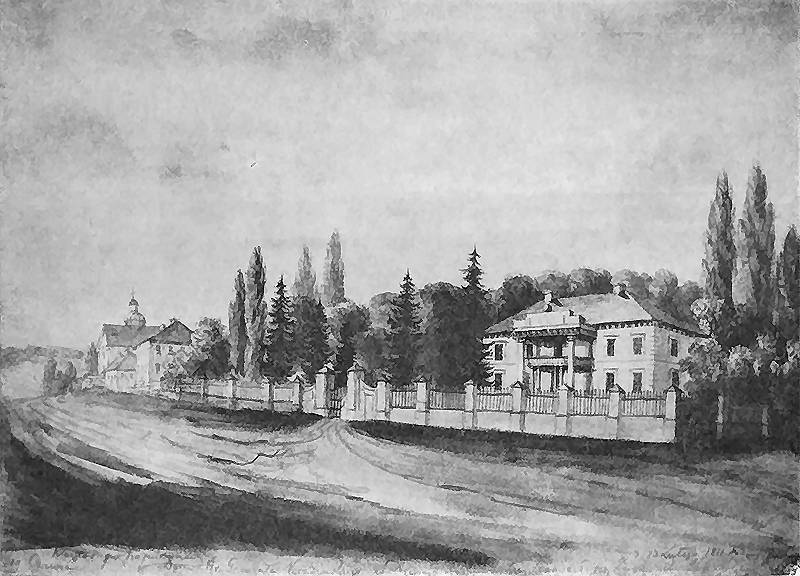
Маєток Красінських у Дунаївцях. 1871–1873. Малюнок Наполеона Орди

Після 1699 року Дунаївці лежало на території Речі Посполитої. Після другого поділу Польщі в 1793 році місто відійшло до Російської імперії, а від 1797 — воно знаходилося в складі Подільської губернії.
У другій половині 18 століття Дунаївці переходять із рук у руки різних польських власників роду Потоцьких. Станіслав Потоцький у 1751 році надав фундуш для будівництва у місті костелу капуцинів.
Від Потоцьких прав на маєток перейшли до Яна Конєцпольського, Любомирського, потім знову до роду Потоцьких. Близько 1782 року містечко перейшло до опіногурського старости Яна Красінського. Для розвитку в містечку ремесла і торгівлі він запрошує німецьких колоністів. На його прохання король надав право проведення 4-тижневого ярмарку на святого Івана Хрестителя, у 1786 році — 3-денний ярмарок на святого Вінцентія.
У 20—30-х роках 19 століття дружина Яна Красінського Антоніна Анна з Чацьких — сестра Тадеуша Чацького — та їхній син Вінцентій продовжили запрошувати ряд німецьких сімей, що були спеціалістами у виробництві сукна та іншої продукції. Перша фабрика по виробництву сукна вступила в дію у 1829 році. Пік промислового піднесення припадає на 70-ті роки XIX ст., коли в місті діяло 54 фабрики. У ці ж роки була відкрита земська лікарня.
У 1875 році німцем Густовим Лельбахом був заснований чавуноливарний завод, який під назвою ТОВ «Дунаєвецький арматурний завод» працює і до сьогодні. Працювали також красильні, чесальні, фабрика мила та свічок, броварня, гроберня, каретні майстерні. містечко Дунаївці було також і торговельним центром: на кінець 19 століття в місті працювало 315 крамниць та велася торгівля з Києвом, Москвою, Варшавою, Кишиневом, Харковом, Полтавою, Херсоном, Лодзю, Ярмолинцями.

## Початок XIX століття до Першої світової війни

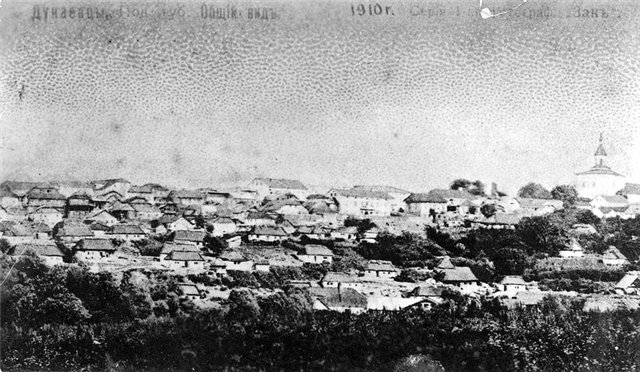
Загальний вид м. Дунаївці, 1910 р.

У кінці XIX — на початку XX століття містечко продовжувало зростати, збільшилася чисельність його жителів, хоча і скоротилося виробництво сукна та кількість фабрик. В 1907 році Дунаївці невдало спробували отримати статус міста. Але в 1910—1914 роки стали періодом економічного та промислового піднесення для Дунаївців.
Так, напередодні першої світової війни в містечку працювало 72 підприємства, з них близько двох десятків суконних фабрик, 4 заводи (2 чавуноливарні та 2 механічні), працювало також 4 макаронні фабрики та 44 ремісничі майстерні, де було працювали загалом 822 робітники (на 1911 рік). У цей же 1911 рік у містечку проживало більше 13 тисяч жителів та знаходилося 553 будинки.
Центральні вулиці міста та площі освітлювалися гасовими ліхтарями. У Дунаївцях працювала також поштово-телеграфна контора та в додачу до земської лікарні на 15 ліжок була відкрита ще одна лікарня на 6 ліжок, де працювало три лікарі, акушерки та два фельдшера. Було також три аптеки (з них дві приватні).

## Дунаївці за радянських часів

### Прихід радянської влади
У роки першої світової війни Дунаївці були прифронтовою зоною. У корпусах чавуноливарного заводу Г. Лельбаха (зараз ТОВ «Дунаєвецький арматурний завод») в 1916 році була розміщена механічна майстерня ЮЗШОССА (під керівництвом інженера-полковника В. Катонова), яка переїхала з Кам'янець-Подільського гарнізону. У майстерні лагодилися котли та механізми для ремонту прифронтових доріг. Всього в ній працювало 40 майстрів та 15 службовців. Серед них був токар Мельник М. І., котрий став головою Спілки металістів, у комітет якої входили ще Гольденберг (секретар), Масимов, Журовський, Бесараби. Комітет спілки був створений 3 березня 1917 як реакція на звістку про Лютневу революцію для систематичного інформування робітників заводу про революційні події в Російській імперії.
Як наслідок, була створена Рада робітничих депутатів рішенням зборів 25 березня 1917 року. Там, де відбулися збори зараз встановлено пам'ятний знак. Була обрана президія Ради робітничих депутатів, у склад якої увійшли Мельник М. І., Гольденберг, Бесараба та Іванов (від Спілки металістів).
Був запроваджений 8-годинний робочий день на всіх підприємствах міста, створений ревком (влітку 1917 року), який очолив Татарчук Б. М. та загін Червоної гвардії на чолі з революціонером Мельником М. І. У зв'язку з перемогою Жовтневої революції в Петрограді в Дунаївцях відбувся мітинг 26 жовтня 1917 року під головуванням Татарчука Б. М. На мітингу було переобрану Дунаєвецьку Раду робітничих депутатів. До цієї ради увійшли представники солдатських та селянських комітетів.
М. І. Мельник, Калашников, Кепко (члени більшовицької фракції Ради робітничих та селянських депутатів) провели мітинги 26—27 жовтня в місті та навколишніх селах, де закликали селянську бідноту та робітників боротися за встановлення Радянської Влади в Дунаївцях та волості. Ці заклики були сприйняті з ентузіазмом, зважаючи на прийняття декретів про мир та землю ІІ Всеросійським з'їздом.
На початку грудня 1917 року в місто ввійшли війська Центральної ради і перебували тут до січня 1918 року. Дунаївці переходили із рук у руки, допоки в листопаді 1920 року в місті остаточно не встановилася радянська влада.

### Міжвоєнні роки
У кінці січня 1921 року замість ревкому була створена Рада робітничих, селянських і червоноармійських депутатів. З 1923 року Дунаївці стало райцентром Проскурівської округи. У Дунаївцях на 1 жовтня 1925 року працював чавуноливарний завод «Змичка» (тепер ТОВ «Дунаєвецький арматурний завод», а також текстильна фабрика «Дунсукно», кооптовариство «Текстиль» та шкіряний завод. Подальше збільшення промислових потужностей вимагало реконструкції старих підприємств та будівництво нових. Так, у Дунаївцях почалося будівництво електростанції та маслозаводу за рішенням Кам'янецького окружного виконавчого комітету від 1925 року.
1929 рік ознаменувався створенням Дунаєвецької суконної фабрики об'єднанням текстильних підприємств та ліквідацією треста «Дунсукно». Така реорганізація дозволила збільшити кількість та якість випущеної продукції, оскільки ручні ткацькі верстати були замінені на 40 механічних (за першу п'ятирічку). У другу п'ятирічку з'явилися стахановці, серед них Островецька А. Г. та Дармороз Н. П., які працювали на 3—4 верстатах. На чавуноливарний завод «Змичка» був перейменований на механічний завод «Змичка» та виготовляв сільськогосподарське обладнання. Серед перших стахановців заводу був коваль Лісовський Й. І.
Не обминув Дунаївці голодомор 1932 — 1933 років. Місто пережило роки червоного терору та сталінські репресії. До сьогодні не відома точна кількість замордованих людей сталінським режимом. З 1932 року місто належало до Вінницької області, а з 1937 року — до Кам'янець-Подільської області (з 1954 року — Хмельницька область).
Перед Німецько-радянської війни в Дунаївцях працювало 2 електростанції, телефон і телеграф, було електрифіковано та радіофіковано 260 будинків, закладено сади та сквери, забруковано 4,5 км вулиць. Розвивалася торгівля, в 1938 році було відкрито двохповерховий універмаг. Також був побудований в цьому ж році готель на 25 місць.
Почала поліпшуватися гуманітарна сфера життя мешканців міста. Так, у Дунаївцях, перед війною налічувалося 2 лікарні (на 130 ліжок), поліклініка, станція швидкої допомоги, водолікарня. Була середня школа та три неповні середні школи, де навчалося 1900 дітей та працювало 69 учителів. Вчитель Гернштетер С. О. отримав звання заслуженого вчителя УРСР. Спеціалістів готували медична школа та дворічний педагогічний технікум. Для дошкільнят було відкрито 6 садків та ясел.

### Друга світова війна
Того ж дня, коли розпочалася Німецько-радянської війни, 22 червня 1941 року, у місті був проведений мітинг, де жителі міста дали клятву захищати всіма силами та, якщо треба, ціною власного життя, Батьківщину від ворога. Сотні заяв надійшли до райвійськкомату від мешканців міста з проханням відправити їх на фронт.
11 липня 1941 року Дунаївці захопили нацисти, раніше ніж була завершена евакуація населення та цінностей. Вони створили табір для військовополонених і гетто, куди зігнали єврейське населення міста також зі Смотрича, Шатави, Балина та ін. Було закатовано, розстріляно та поховано живцем близько 12 тис. осіб, а вивезено з району до Німеччини півтори тисячі жителів. Всього, у боях за Дунаєвеччину загинуло 825 бійців та офіцерів, похованих у 18 братських могилах Дунаєвецького району. На честь загиблих споруджено пам'ятники з іменами героїв.
Місто було звільнено від окупації 31 березня 1944 року, двох капітанів—визволителів (Франца Рогульського та Дмитра Бачинського) було нагороджено званням Героїв Радянського Союзу, а одна з вулиць була названа на честь Рогульського Ф. Серед жителів міста Дунаївці багатьма орденами були відзначенні учасники Другої Світової війни Баранецький О. І., Барановський А. І., Косарєв А. Т., Костяшкін І. С., Парфенов П. І., Перепелюк П. Г., Тижа І. В. та ін.

### Повоєнні роки
Відбудова Дунаївців розпочалася з першого ж дня визволення і протягом 1944 року відновило та розпочало роботу багато виробничих та торговельних підприємств, медичні та культурно-освітні заклади. Зв'язківці телеграфу та пошти посіли третє місце в усьому СРСР. Суконна фабрика міста розпочала роботу 13 жовтня 1944 року на новому обладнанні завезеного з Росії та Казахстану. Вся робота практично лягла на плечі дунаєвецьких жінок, людей похилого віку та підлітків, оскільки чоловіки були на фронті. На території Дунаївців були створені Могилівська сільська рада депутатів трудящих та Дунаєвецька селищна рада депутатів трудящих (з 1944 року).
Завдяки роботі голів обох рад, розпочалася активна розбудова міста, почали з'являтися нові вулиці, зростала чисельність населення. 12 липня 1954 року головою Дунаєвецької селищної ради став ветеран війни Парфьонов Павло Іванович (1924 р.н.), що пропрацював на посаді до 9 квітня 1958, коли відбулося укрупнення сільських рад. У цьому ж 1958 року Дунаївці отримали статус міста районного підпорядкування.
Ветеран війни Сидір Панасович Гаман (1913 р.н.) став першим головою міської ради депутатів трудящих. У місті почали з'являтися нові багатоповерхові будинки (житлові та адміністративні). Під час його керівництва в роки восьмої п'ятирічки (1966 — 1970) промислової продукції було вироблено вдвічі більше в порівнянні зі всіма попередніми п'ятирічками. Швидкими темпами проводилася забудова міста — 648 сімей отримали загалом 18 000 м² комунальної житлової площі. Окрім того, було побудовано більше двохсот цегляних будинків (індивідуальне будівництво). У ці ж роки в місті з'явився кінотеатр «Мир» на 600 місць, будинок культури (700 місць), головпоштамт з АТС на 70 номерів, телеграф, насосна станція та водопровідна башта, подовжена на 10 км водопровідна сітка. Було побудовано багато нових вулиць (Гагаріна, Заремби, Чайковського та ін.).
Впродовж 1966 — 70 років збільшилася кількість підприємств комунальної сфери — з'явилося 34 магазини міського споживчого товариства, 8 магазинів міськкоопторгу, 15 їдалень, ресторанів та кафе, торговельний комплекс «Росія», будинок побуту та другий універмаг. В 1968 році було збудовано автобусну станцію. У галузі охорони здоров'я теж були проведені покращення — у лікарні була розрахована вже на 275 ліжок, з'явилися протитуберкульозний диспансер, п'ять фельдшерсько-акушерських пунктів, санітарно-епідеміологічна станція, відкрита школа медсестер для підготовки медичних кадрів середньої ланки.
Наступним головою міськради став Данілевич Володимир Іванович (1918 р.н., ветеран) у 1970 році. У роки дев'ятої п'ятирічки (1971 — 75) Дунаївці продовжили поступальний розвиток. Так, обсяги виробництва промислової продукції зросли на 38,7 % (план — 35 %). Дунаєвецька суконна фабрика перевиконувала план внаслідок впровадження дев'яти нових технологічних процесів, 76 одиниць високопродуктивного обладнання та двох потокових ліній. Було збудовано 210 квартир, збільшилися прибутки та життєвий рівень населення, 178 сімей збудували індивідуальні будинки.
Єдиною жінкою — головою міськради стала 3 липня 1977 року Соколик Валентина Миколаївна (1948 р.н.). Оскільки з другої половини 1970-х років почалося сповільнення темпів зростання виробництва, став необхідним перехід від екстенсивного до інтенсивного способу введення господарства.
Надорожний Анатолій Богуславович (1951 р.н.) став головою виконкому Дунаєвецької міської ради народних депутатів 29 лютого 1980 року. Він здійснив реставрацію головної площі міста, благоустрій вулиць, оскільки через Дунаївці проходила естафета олімпійського вогню Літніх Олімпійських ігор 1980 року. Було також продовжено газові та каналізаційні мережі міста. Збільшилися потужності ремонтно-механічного заводу (на якому пізніше працювало близько 300 чоловік), що розширив сферу діяльності від ремонту сільськогосподарського інвентарю до випуску нестандартного обладнання для харчової промисловості, ремонту електродвигунів та двигунів внутрішнього згоряння. Це дозволило збільшити за 1984 —88 роки реалізацію на 34 %, при збільшенні виробітку на одного працюючого на 30 % та зростанні прибутку на 50 %. Завдяки цьому було модернізовано виробництво, побудовано спортивний зал, їдальню та 4 будинки на 100 квартир.
Однак, на початку 1980-х років намітився спад у роботі найбільшого підприємства міста — Дунаєвецькій суконній фабриці. Для вирішення цієї проблеми було заплановано провести модернізацію виробництва, розширення прядильного цеху. Також було модернізоване виробництво Дунаєвецького арматурного заводу (тоді там працювало понад 600 чоловік), що випускає запірну арматуру для нафтогазопроводів. Було механізовано процес лиття, розширене виробництво ливарного цеху, за рахунок автоматизації виробництва збільшено продуктивність праці.
Поліщук Михайло Андрійович (1954 р.н.) став головою виконкому Дунаєвецької міської ради в 30 червня 1987 році. Він запам'ятався дунаївчанам встановленням майданчику з атракціонами, реконструкцією міського стадіону та спорудженням спортивного комплексу. Продовжувалося спорудження нових житлових будинків, впорядковувалося місто. Підприємства міста перейшли з 1989 року на роботу в режимі повного госпрозрахунку та самофінансування.
Останнім головою міської ради радянських Дунаївців та першим головою вже в незалежній Україні став у квітні 1990 року Казєв Іван Іванович (1940 р.н.). Продовжилася газифікація будівель. 1 вересня 1990 року було введено в дію нову будівлю (найбільшу та найновішу серед усіх шкіл міста Дунаївці) Дунаєвецької ЗОШ № 3 на 1296 місць.

## Дунаївці в незалежній Україні
Із приходом незалежності Дунаївці отримали новий герб міста, схожий до того, який був до приходу радянської влади. Значно змінився напрямок економічного розвитку міста: скоротилося промислове виробництво в місті внаслідок розриву економічних взаємовідносин. У результаті був здійснений перехід на бартерні розрахунки, що призвели до зменшення надходжень до бюджету. З'явилися тривалі затримки виплати заробітної плати, різко зменшилися видатки різних видів. Було заморожено також будівництво нових будівель та скорочено фінансування на ремонт житлового фонду та благоустрій міста.
Дунаєвецька суконна фабрика, що була найбільшим платником податків міста спочатку значно скоротила виробництво, а потім і зовсім перестала працювати, внаслідок чого близько двох тисяч працівників стали безробітними. ТОВ «Дунаєвецького арматурного заводу» втратило значну частину ринку збуту, що призвело до різкого скорочення обсягу виробництва. Ситуація загострилася ще й через часті перебої в поставках сировини та як наслідок часті простої. У місті практично повністю припинено фінансування соціально-побутової сфери. Інші підприємства, такі як ремонтно-механічний завод, теж знаходилися в скрутному економічному становищі.
Однак, завдяки вдалому розташуванні на магістральній автодорозі Житомир — Чернівці в місті активно розвивається торгівля. Росте кількість підприємств торгівлі та послуг. У червні 1993 року, головою Дунаєвецької міської ради стає Станіслав Борисович Небельський (1953 р.н.), який працює і до сьогодні. За його керівництва був розроблений та впроваджений в життя план благоустрою та впорядкування міста. Значне розширення індивідуального будівництва призвела до розроблення проектної документації по встановлення нової межі міста.
Постановою Кабінету Міністрів України від 26 липня 2001 року № 878 місто включено до списку історичних населених місць України.
1995 року Дунаївці увійшли до складу Асоціації міст Хмельниччини, а 1999 року — до складу Асоціації міст України.
2003 року було Дунаївці відзначили 600-річчя від дня заснування.